# HDV

HDV 마크

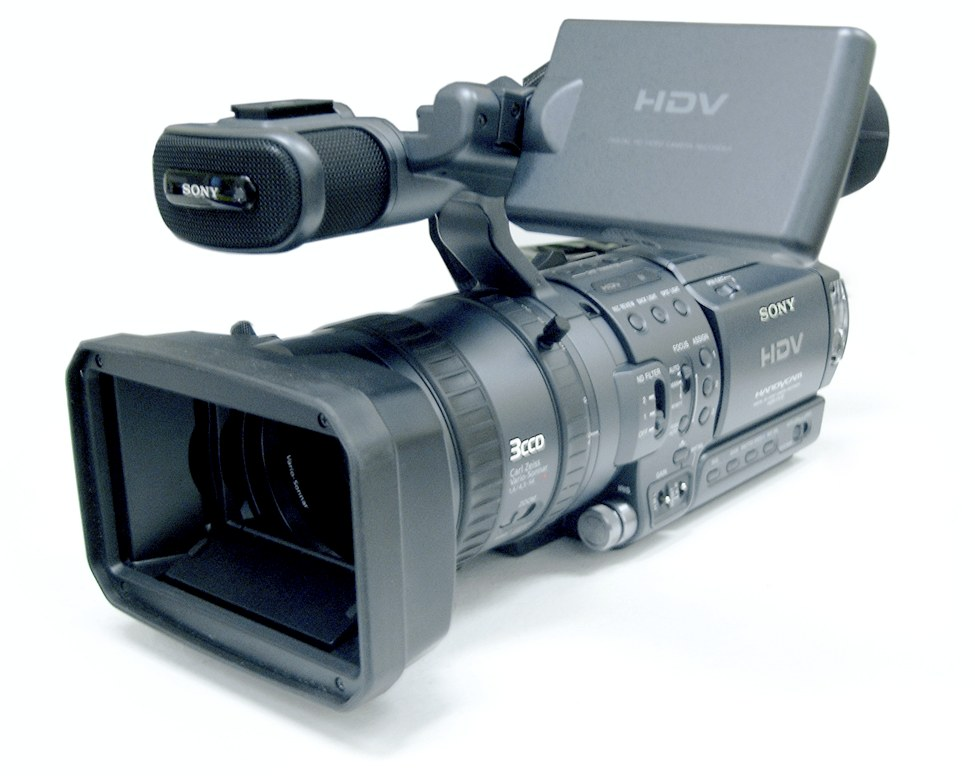
소니 HDR-FX1 HDV 캠코더

HDV는 고가가 아닌 고선명 비디오 녹화 포맷이며 MPEG-2 압축을 사용하여 HD 콘텐츠를 DV나 미니DV 테이프에 기록한다. 더 높은 대역의 HD 기록 방식과 견주어도 손색이 없으며 일부 유명한 TV 쇼를 포함하여 여러 목적으로 유용하게 사용할 수 있음이 입증되었다.

## 역사
HDV 포맷은 JVC와 소니사가 개발하였다. 이 포맷은 또한 초기에 캐논 주식회사와 샤프 주식회사가 지원하기도 했다. 이 네 회사들은 2003년 11월에 발표한 바와 같이, HDV 컨소시엄을 구축하였다. 이 회사들 모두 HDV 하드웨어의 잠재적인 제조업체들이지만 샤프는 당시에 어떠한 HDV 카메라도 제조하지 않았다. 그 뒤로 HDV는 애플, 아비드, 캐노퍼스 (지금은 그래스 벨리의 일부), 소니 미디어 소프트웨어, Ulead와 같은 일부 회사들이 지원해왔다. 2007년에 Constructive Lab은 HDV가 낮은 대역의 네트워크에서 안전하게 전송할 수 있게 하는 솔루션을 개발하였다.
JVC는 1/3인치 1CCD 센서를 채용한 HDV 캠코더 GR-HD1를 처음 출시하였다. 사용자는 GR-HD1를 이용하여, 새로운 709 표준이 아닌 오래된 601 색 공간 표준 안에서 표준 DV (480i), HDV (720p30, 480p60) 모드를 선택할 수 있었다. GR-HD1의 이러한 제한 때문에 사람들이 널리 받아들이지 못했으며 JVC는 나중에 프로HD(초당 24 프레임의 720p 촬영 모드)라는 자사의 HDV 확장 포맷을 사용하여 어깨에 얹고 찍을 수 있는 HDV 캠코더 개발에 주력하였다.
소니는 그에 이어 두 번째로 소니 HDR-FX1 캠코더를 2004년 11월에 출시하였다. FX1은 1/3인치 3CCD를 가졌으며 대중의 관심을 끈 최초의 HDV 카메라가 되었으며 오늘날과 같이 여유 있는 HDV 생산의 트렌드를 만들어냈다. 2005년 중반에 소니는 소비자 지향 HDV 캠코더인 HDR-HC1을 출시하였다.
2005년 11월에 캐논은 1440x1080 1/3인치 3CCD, 교환 가능한 렌즈, HD-SDI 출력을 포함한 캐논 XL H1과 함께 HDV 시장에 진입하였다. 그 뒤에 소비자 지향 HDV 캠코더로 캐논 HV10, 24p 순차 주사 방식 영화 촬영을 지원하는 HV20, 유튜브 등의 온라인 사이트에 올리기 적합하도록 1080i 모드에서 30p를 지원하는 HV30 모델을 출시하기에 이른다.

## HDV 압축

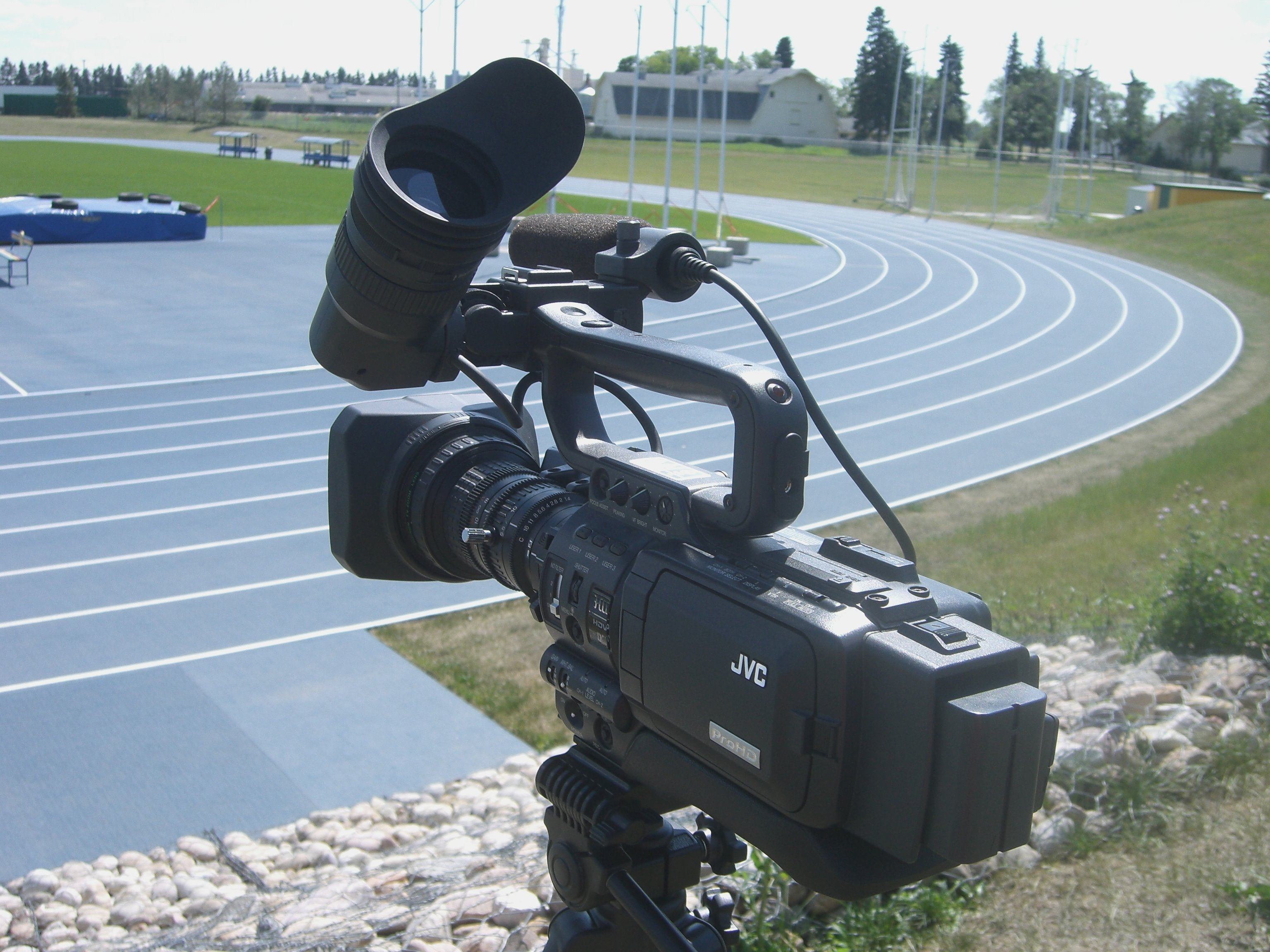
JVC GY-HD100

HDV는 MPEG-2 비디오를 기반으로 각 프레임 안의 데이터(인트라프레임/공간 압축)와 프레임 사이의 데이터(인터프레임/일시적 압축)를 압축한다. 이것은 DVD 비디오와 수많은 TV 방송사에서 쓰이는 압축 방식과 같으며 HDV가 다른 HD 녹화 포맷에 비해 낮은 데이터 속도를 가지고 높은 공간의 해상도를 처리할 수 있게 도와 준다. HDV 1080i는 초당 25 메가비트의 녹화 속도를 사용하는 반면 HDV 720p는 초당 19.7 메가비트를 사용한다. 다른 HD 포맷에 비해 적게는 50 메가비트, 많게는 100 메가비트까지 차이가 난다.
MPEG-2 비디오를 사용하면 HDV가 더 높은 압축률을 가질 수 있게 도와 주지만, 복잡한 움직임이 있는 화면에서 화소가 뭉개지는 현상이 생길 수 있다. 이러한 뭉개짐은 압축 기술과, 비디오 비트스트림에 할당한 비트레이트의 제한에서 비롯한다. 움직임이 거의 없는 화면은 HDV가 빠른 움직임, 갑작스런 빛, 복잡한 활동이 담긴 장면보다 더 압축을 쉽게 만들어 준다. 시골의 산과 같은 정적인 화면은 비교적 이러한 시각적인 문제가 없다.
인터프레임 압축은 또한 HDV의 녹화 드롭아웃이 여러 영상 프레임에 영향을 미친다는 것을 뜻한다. 왜냐하면 압축이 프레임 사이에 종속성을 제공하기 때문이다. 그러므로 HDV 녹화를 위해서는 테이프를 다시 사용하는 횟수를 줄이고, "마스터 퀄리티"의 미니 DV나 전문 HDV 테이프와 같은 고화질 테이프를 사용하는 것이 가장 좋다. 일부 사용자는 일반 미니DV 테이프를 사용하여 좋은 결과를 얻기도 하지만 일반적으로 권장하지는 않는다.
소리의 경우 HDV는 MPEG-1 레이어 2 압축을 사용하여 오디오 비트레이트를 초당 384 킬로비트까지 줄인다. 이는 DV 비디오의 초당 1536 킬로비트, 오디오 CD의 초당 1411 킬로비트의 비트레이트와 비교된다. 음질이 중요한 환경에서는 HDV 오디오가 만족스럽지 않을 수 있다는 것을 뜻하지만, 초당 384 킬로비트의 MPEG-1 오디오는 개념적으로 "무손실"로 여겨진다. 카메라 위에 마이크를 설치한 일반적인 영상 녹화의 경우, HDV 오디오는 상당히 제한적인 요인이 되지 않는다.

## 규격
| 규격 이름                     | HDV 720p | HDV 1080i |
| 사용 매체                     | DV 또는 미니DV 테이프                                                                                               | DV 또는 미니DV 테이프                                                                                               |
| 비디오                        | | |
| 비디오 신호                   | 720/60p, 720/30p, 720/50p, 720/25p (720/24p)                                                                        | 1080/60i, 1080/50i (1080/30p, 1080/25p, 1080/24p)                                                                   |
| 화소 안의 프레임 크기         | 1280 x 720 | 1440 x 1080 |
| 프레임 가로세로비             | 16x9 | 16x9 |
| 비디오 압축                   | MPEG2 비디오 (프로파일 및 수준: MP@HL)                                                                              | MPEG2 비디오 (프로파일 및 수준: MP@H-14)                                                                            |
| 루미넌스를 위한 샘플링 주파수 | 74.25 MHz | 55.6875 MHz |
| 크로마 샘플링 포맷            | 4:2:0 | 4:2:0 |
| 양자화                        | 8 비트 (루미넌스, 크로미넌스 둘 다)                                                                                 | 8 비트 (루미넌스, 크로미넌스 둘 다)                                                                                 |
| 압축된 비디오 비트스트림 속도 | ~19.7 메가비트/초                                                                                                   | ~25 메가비트/초 |
| 오디오                        | | |
| 압축                          | MPEG-1 오디오 레이어 II                                                                                             | MPEG-1 오디오 레이어 II                                                                                             |
| 샘플링 주파수                 | 48 kHz | 48 kHz |
| 양자화                        | 16 비트 | 16 비트 |
| 압축된 오디오 비트스트림 속도 | 384 킬로비트/초 (한 채널에 192 킬로비트/초)                                                                         | 384 킬로비트/초 (한 채널에 192 킬로비트/초)                                                                         |
| 오디오 모드                   | 스테레오 (2 채널); 추가적으로 4개의 채널을 가진 MPEG-2 Audio Layer II를 한 채널 모드에 초당 96 킬로비트 속도로 지원 | 스테레오 (2 채널); 추가적으로 4개의 채널을 가진 MPEG-2 Audio Layer II를 한 채널 모드에 초당 96 킬로비트 속도로 지원 |
| 시스템                        | | |
| 데이터 포맷                   | MPEG-2 시스템 | MPEG-2 시스템 |
| 스트림 종류                   | 트랜스포트 스트림                                                                                                   | 패킷 기초 스트림 (PES)                                                                                              |
| 스트림 인터페이스             | IEEE 1394a 애플 파이어와이어 400 또는 Sony i.LINK (MPEG-2 TS)                                                       | IEEE 1394a 애플 파이어와이어 400 또는 Sony i.LINK (MPEG-2 TS)                                                       |
| 파일 확장자                   | .m2t (보통) | .m2t (보통) |

## 카메라 리스트

#### JVC Kenwood / Victor
- GR HD1
- JY HD10U - GR HD1의 업무용 버전. 인위적인 샤프니스를 완화하였고, 컬러바 기능을 추가하였다.
- GY HD100
- GY HD110U
- GY HD200
- GY HD250U

#### SONY
- HDR FX1 - 영화 '파라노말 액티비티'를 이 기종으로 촬영하였다.
- HDR HC1
- HDR FX7
- HDR HC3
- HDR HC5
- HDR HC7
- HDR HC9
- HVR Z1
- HVR A1
- HVR V1
- HVR Z5
- HVR Z7
- HVR S270
- HVR HD1000

#### CANON
- HV10
- HV20
- HV30
- HV40
- XL H1
- XH A1 - 영화 '아드레날린24 2'를 이 기종으로 촬영하였다.
- XH G1
- XL H1s
- XH A1s
- XH G1s

## 같이 보기
- 프로HD
- 디지털 영화 촬영